# Азатіоприн
Азатіоприн (Імуран) — лікарський засіб, імуносупресивний препарат цитотоксичної і цитостатичної дії.
Вперше азатіоприн був синтезований в 1959 році Джорджем Хітчінгом і Гертрудою Белл Еліон.
У 1962 році азатіоприн вже з успіхом застосовувався в практиці трансплантології нирок.

## Фармакологічна дія
Імуносуперсивний препарат, імідазольне похідне 6-меркаптопурину, конкурентний антагоніст гіпоксантину. За хімічною будовою близький до  пуринових основ. Чинить імунодепресивну та цитостатичну дію. Включаючись в метаболічні реакції, порушує синтез нуклеїнових кислот, конкурує з гіпоксантином і гуаніном за участю яких відбувається утворення тіоінозинової кислоти (ТВК) з меркаптопурина. ТВК інгібує ряд реакцій за участю інозинової кислоти, включаючи її перетворення нп ксантинові і аденілові кислоти. У ході метилювання ТВК утворюється речовина, що блокує глютамін-5-фосфорибозілпірофосфат амінотрансферазу — фермент, який ініціює шлях пуринового синтезу рибонуклеотидів. У зв'язку з втратою здатності клітин утворювати ТВК, можливий розвиток резистентності пухлинних клітин до азатіоприну.
У порівнянні з меркаптопурин надає більш виражене імуносупресивну дію при меншій цитостатичної активності. У високих дозах (10 мг / кг) пригнічує функцію кісткового мозку, пригнічує проліферацію гранулоцитів, викликає лейкопенію.

## Фармакокінетика
Після прийому внутрішньо азатіоприн добре всмоктується з шлунково-кишкового тракту. Максимальна концентрація в плазмі крові досягається через 1-2 ч. В організмі азатіоприн розщеплюється з утворенням 6-меркаптопурина і метілнітроімідазола.
При введенні в середніх терапевтичних дозах у плазмі крові створюються дуже низькі концентрації активної речовини (менше 1 мг / мл), не корелюють з вираженістю і тривалістю клінічного ефекту (що зумовлено вмістом тіопурина в тканинах). Зв'язування з білками плазми низьке.
Метаболізується в еритроцитах і в печінки з утворенням фармакологічно неактивного метаболіту (6-тіомочевая кислота) під впливом ксантиноксидази. Основними шляхами метаболізму є окислення та метилювання.
Виводиться при проведенні гемодіалізу , швидко зникає з кровоносного русла. Проникає через плацентарний бар'єр.

## Показання
Профілактика реакції відторгнення трансплантата (у складі комбінованої терапії). Ревматоїдний артрит тяжкого перебігу, системний червоний вовчак, дерматоміозит, вузликовий периартеріїт, вульгарна пухирчатка, ідіопатична тромбоцитопенічна пурпура, набута гемолітична анемія, гангренозна піодермія, хронічний гепатит.

## Режим дозування
Встановлюють індивідуально з урахуванням показань, тяжкості перебігу захворювання, режиму дозування одночасно призначених препаратів і гематологічної переносимості. Добова доза варіює від 1 мг / кг до 5 мг / кг. Лікування тривале.

## Побічна дія

### З боку системи кровотворення
Мієлосупресія (лейкопенія, тромбоцитопенія, анемія); можливий розвиток вторинних інфекцій, мегалобластний еритропоез і макроцитоз; у поодиноких випадках - гемолітична анемія.

### З боку травної системи
Можливі нудота, блювання, анорексія, холестатичний гепатит; у реципієнтів трансплантатів відзначені панкреатит, ерозивно - виразкові поразки і кровотечі з шлунково-кишкового тракту, некроз і перфорація кишечнику.

### Алергічні реакції
Можливі шкірний висип, артралгії, міалгії, медикаментозна гарячка.

### Інші
У поодиноких випадках - гостра ниркова недостатність, гострі легеневі захворювання, менінгеальні реакції.

## Протипоказання
Вагітність, підвищена чутливість до азатіоприну та / або меркаптопурину.

## Вагітність і лактація
Азатіоприн суворо протипоказаний до застосування при вагітності. В період лікування жінки репродуктивного віку повинні використовувати надійні методи контрацепції.
При необхідності застосування в період лактації слід припинити грудне вигодовування.
В експериментальних дослідженнях встановлено тератогенну, ембріотоксичну і канцерогенну дії азатіоприну.

## Особливі вказівки
Протягом перших 8 тижнів лікування показаний щотижневий контроль картини периферичної крові, в подальшому - 1-2 рази на місяць, а також періодичний контроль активності печінкових трансаміназ, ЛФ і рівня білірубіна.
При порушеннях функції нирок та / або печінки, а також при одночасному прийомі алопуринола, азатіоприн слід застосовувати у менших дозах.

## Лікарська взаємодія
При одночасному застосуванні з ко-тримоксазолом можливе посилення мієлотоксичної дії азатіоприну. Описані випадки розвитку важкої лейкопенії при одночасному застосуванні з інгібіторами АПФ.